# بال دارداي (لاعب كرة قدم)
بال دارداي (بالمجرية: Dárdai Pál)‏ هو لاعب كرة قدم ومدرب كرة قدم مجري في مركز الوسط، ولد في 9 مايو 1951 في Véménd ‏ في المجر، وتوفي في 8 ديسمبر 2017 في المجر. لعب مع نادي فويفودينا.

## وصلات خارجية
- بال دارداي (لاعب كرة قدم) على موقع قاعدة بيانات كرة القدم.إي يو (الإنجليزية)
- بال دارداي (لاعب كرة قدم) على موقع عالم كرة القدم.نت (الإنجليزية)